# Klerken
Klerken is een dorp in de Belgische provincie West-Vlaanderen en een deelgemeente van Houthulst, het was een zelfstandige gemeente tot aan de gemeentelijke herindeling van 1977. Klerken telt nog enkele gehuchten, zoals de Predikboom, de Smisse, de Klerkenkouter en de Pierkenshoek.

## Geschiedenis
Ten noordwesten van Klerken verloopt de Steenstraat, volgens het tracé van een Romeins deverticulum, welke van Steenvoorde tot Brugge liep. Tot 1875 bestond hier nog een Romeinse grafheuvel, welke in dat jaar echter werd vernietigd.
Het Vrijbos, een uitgestrekt bosgebied ten noorden van Ieper, was vanaf ongeveer 780 eigendom van de Abdij van Corbie. In 961 ontstond Klerken als Clarc als hulpkapel van Esen. De naam zou afgeleid kunnen zijn van een eigennaam, dan wel teruggaan op het latijn clarus of helder. In 1096 werd de Graaf van Vlaanderen mede-eigenaar van het Vrijbos, dat in trek was bij de adel als jachtgebied.
In 1144 werd Klerken een zelfstandige parochie. In 1678, bij de Vrede van Nijmegen, werd het Vrijbos aan Lodewijk XIV van Frankrijk toegewezen, maar in 1713 werd het weer Oostenrijks. Het bos werd vaak op illegale wijze geëxploiteerd door arme mensen. Er ontstonden kleine gemeenschappen van boskanters die huisarbeid verrichtten in de vorm van weven en bezem maken. In de Franse tijd, toen de dienstplicht werd ingevoerd, verscholen zich in de bossen ook deserteurs. Overigens werden in het bos ook bendes gevormd, zoals die van Ludovicus Bakelandt, waardoor de bossen zelfs als moordenaarspays te boek stonden. Later ontstond aldus het gehucht Pierkenshoek, genoemd naar pierders oftewel straatmuzikanten.
In 1826 jaar vestigden zich de Zusters van Moorslede, welke een borduurschool voor de armen oprichtten. Dezen werden door het Nederlandse bewind echter verdreven. In 1835 kwam er een hospitaal en een klooster van de Zusters van Sint-Vincentius a Paulo, en in 1841 kwamen ook de borduurschoolzusters weer terug.
Vanaf 1826 werd het bos verkaveld en verkocht. Er kwamen uiteindelijk drie kastelen, in Houthulst en Merkem. De boskanters verdienden hun brood voortaan deels als leurders, zoals scharensliep en verkopers, deels als seizoenarbeiders bij de oogst van suikerbieten, vlas, hop en cichorei. In 1853 werd de weg van Diksmuide naar Poelkapelle aangelegd naar plannen van grootgrondbezitter en burgemeester van Houthulst, Jan-Pieter Cassiers. Dezelfde Cassiers deed de armoede bestrijden door een spinnerij annex weverij op te richten.
Nadat begin september 1914 tal van vluchtelingen uit Mechelen en Leuven in het dorp arriveerden, kwamen op 16 oktober 1914 de Duitse bezetters aan in Klerken. Kort daarna werden zij door de Fransen verdreven, maar op 22 oktober bezetten en plunderden de Duitsers Klerken. In het Vrijbos legden zij loopgraven aan. Er werd een Dikke Bertha geïnstalleerd en er verschenen bunkers.
Op 28 september 1918 begon het eindoffensief van de geallieerden en op 29 september werd het Vrijbos heroverd. Daarna begon de wederopbouw.
In 1928 werd de gemeente Klerken-Houthulst gesplitst: Houthulst werd een zelfstandige gemeente. In 1935 kwam een zuivelfabriek in bedrijf.
In 1958 werd vanuit het klooster het Medisch-Pedagogisch Instituut Maria ter Engelen opgericht, een inrichting voor speciaal onderwijs.

## Demografische ontwikkeling
- Bronnen: NIS, Opm.: 1831 tot en met 1970 = volkstellingen; 1976 = inwoneraantal op 31 december
- *1930: Afsplitsing van Houthulst als zelfstandige gemeente in 1928

## Natuur en landschap
Klerken ligt op de zuidwestflank van de Midden-West-Vlaamse Heuvelrug. Het dorpscentrum van Klerken is daarom een stuk hoger gelegen dan de omliggende dorpen. De kerk ligt op ongeveer 37 meter hoogte. Het hoogste punt, nabij de Vredesmolen, ligt op 43 meter boven de zeespiegel. De kerk en het dorpscentrum zelf liggen enkele meter lager; dit is gemiddeld bijna 30 meter boven de dorpskernen van de omliggende dorpen. Vanop de Smisse (een top van 41 meter hoogte, nabij het dorp) kunnen 28 omliggende kerktorens geteld worden. Lang was er een uitgestrekt bos in het zuiden van Klerken, het Vrijbos. In de 19e eeuw werd dit grotendeels ontgonnen.

## Bezienswaardigheden
- Sint-Laurentiuskerk

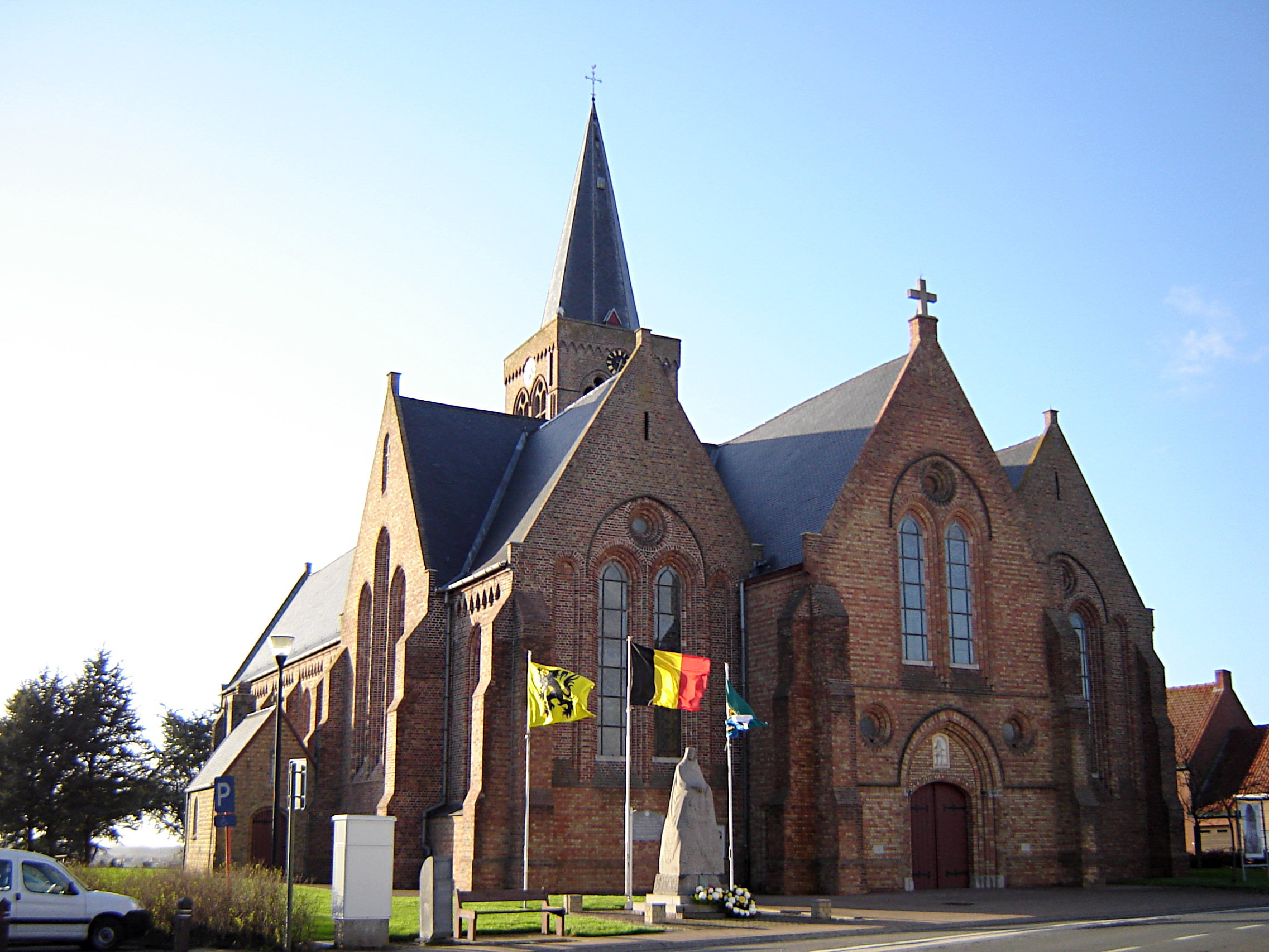
Sint-Laurentiuskerk

- Sint-Christoffelkerk in het dorp Pierkenshoek
- Vredesmolen, een windmolen die als ruïne in stand wordt gehouden als herdenking aan de Eerste Wereldoorlog.
- Bruine kriekpeer uit 1920, in 2022 verkozen tot Belgische boom van het jaar.[1]
- Plek achter de kerk vanwaar president Woodrow Wilson en koning Albert I in 1919 het voormalige oorlogsgebied aanschouwden.

## Nabijgelegen kernen
Diksmuide, Woumen, Jonkershove, Pierkenshoek, Esen, Zarren

## Geboren in Klerken
- Jacques de Groote (1927-2024), bankier